# Squaloziphius
Squaloziphius — вимерлий рід одонтоцетних китоподібних з морських відкладень раннього міоцену (аквітанського періоду) у штаті Вашингтон.

## Систематика
Спочатку він був класифікований як найпримітивніший дзьобастий кит, поміщений в окрему підродину, Squaloziphiinae (за ним слідували Fordyce and Muizon 2001), але пізніші автори помістили його за межі Ziphiidae як Odontoceti incertae sedis або близькоспоріднений до Ziphiidae. Опис архаїчного зубовидного Yaquinacetus продемонстрував, що Squaloziphius аж ніяк не входив до Ziphiidae і що ці два таксони є більш примітивними, ніж коронні Odontoceti, що вимагає піднесення Squaloziphiinae до повного родинного статусу, як Squaloziphiidae.